# Cnemolia albicollis
Cnemolia albicollis là một loài bọ cánh cứng trong họ Cerambycidae.